# Augusto Góngora
Augusto José Góngora Labbé (2 de enero de 1952-19 de mayo de 2023) fue un periodista, documentalista y presentador de televisión chileno. Durante su carrera participó en diversos proyectos audiovisuales, estuvo encargado del área cultural de Televisión Nacional de Chile durante las décadas de 1990 y 2000 y fue miembro de su directorio entre 2016 y 2017. En dicho canal, donde desarrolló gran parte de su carrera, presentó los programas Cine video y Hora 25, y produjo varios otros.

## Carrera
Estudió su educación secundaria en el Liceo de Aplicación del cual egresó en los años setenta para luego ingresar a la carrera de periodismo en la Pontificia Universidad Católica de Chile (PUC). Durante la dictadura militar participó de medios de comunicación opositores al régimen. Fue editor de la revista Solidaridad, quincenario creado por la Vicaría de la Solidaridad en 1976. Más tarde integró el equipo del noticiero Teleanálisis, de difusión clandestina, donde ejerció como editor general entre 1984 y 1986 y como director entre 1986 y 1989.
Con el retorno a la democracia, en octubre de 1990, Góngora se integró a Televisión Nacional de Chile (TVN) para presentar el concierto Desde Chile... un abrazo a la esperanza de Amnistía Internacional y el programa cultural Cine video, que se mantuvo al aire hasta 2002, bajo el nombre Cine video + teatro. En 1993 asumió como encargado del área cultural de TVN (posteriormente como productor ejecutivo de TVN Cultura), cargo que ejerció hasta su salida del canal en 2010. Fue realizador y productor de varios programas culturales en TVN, como El mirador, El show de los libros (ambos a través de su productora Nueva Imagen), Bellavista 0990, Perdidos en la noche, Revólver, Chile íntimo, y Frutos del país, entre otros, y también fue presentador de Coyote (2003) y Hora 25 (2006-2010).
Ha realizado documentales como Las armas de la paz, Los niños prohibidos y La semilla del viento. Fue productor ejecutivo de las miniseries para televisión de Raúl Ruiz, La recta provincia (2007) —donde tuvo un pequeño rol como actor— y Litoral (2008). Además condujo el programa Concierto Enfoque en Radio Concierto.
En 2011 ingresó a estudiar a la escuela de coaching Newfield, donde trabajó entre 2012 y 2015. En agosto de 2016 asumió como miembro del Directorio de TVN —tras ser propuesto por la presidenta Michelle Bachelet y aprobado por el Senado—, cargo que mantuvo hasta abril de 2017, cuando anunció su renuncia por motivos de salud.
Góngora además fue académico en la PUC, la Universidad de Chile, la Universidad Andrés Bello, la Universidad Finis Terrae, entre otras instituciones.

## Vida personal
Se casó con Patricia Neut, con quien tuvo dos hijos, Javiera y Cristóbal. En 1997 inició una relación sentimental con la actriz Paulina Urrutia, con quien se casó el 17 de junio de 2016. 
Su relación con Urrutia fue registrada por la documentalista Maite Alberdi en la película La memoria infinita, estrenada en enero de 2023 en el Festival de Cine de Sundance y en marzo de 2024 por TVN siendo acreedora del premio Goya a Mejor Película Iberoamericana y nominada a Mejor Documental en los Oscar 2024.

## Enfermedad y muerte
En 2014, con sesenta y dos años, Góngora fue diagnosticado con la enfermedad de Alzheimer. Paulatinamente su estado de salud se agravó con el paso de los años, hasta que en septiembre de 2020, Paulina Urrutia dio a conocer que él comenzó a tener cuadros de demencia, llegando a un deterioro de sus funciones al 80 %. A principios de abril de 2022 tuvo una crisis espástica, que lo dejó con hospitalización domiciliaria hasta el 29 de ese mismo mes.
El 17 de mayo de 2023, Góngora entró en estado de sopor, hasta fallecer el 19 de mayo, a los setenta y un años de edad. El deceso fue dado a conocer ese mismo día por las redes sociales del Centro Cultural Gabriela Mistral. Su velatorio se realizó en la Parroquia San José de La Reina. Su entierro se realizó el 21 de mayo en el Parque del Recuerdo Américo Vespucio, luego de un cortejo fúnebre que pasó por afuera del Edificio Corporativo de Televisión Nacional de Chile en Providencia, donde los trabajadores del canal le rindieron un homenaje.

## Obras

### Documentales
- Las armas de la paz
- Los niños prohibidos
- La semilla del viento

### Libros
- Chile. La memoria prohibida
- Video alternativo y comunicación democrática
- La tele-visión del mundo popular

### Teatro
- Fidelia y Colombina (director)